# テオドロス2世ラスカリス
テオドロス2世ラスカリス（ギリシア語：Θεόδωρος Β' Λάσκαρης（Theodōros II Laskarēs）, 1221年 - 1258年8月18日）は、ニカイア帝国の第3代皇帝（在位：1254年 - 1258年）。第2代皇帝ヨハネス3世ドゥーカス・ヴァタツェスの子。本来ならばドゥーカス姓を名乗るべきであったが、生母イレーネー・ラスカリナがラスカリス家の出身であったため、ラスカリス姓を称した。「テオドロス2世ドゥーカス・ラスカリス」ともいう。ブルガリア皇帝イヴァン・アセン2世の娘エレナと結婚した。

## 生涯
1254年、父ヨハネス3世の死により後を継いで即位する。文化面では才能を持っていたが、癇癪持ちであり、父や外祖父テオドロス1世ほどの軍事的な資質はなかった。父や外祖父の時代に優位に立ったラテン帝国との戦いには劣勢になり、エピロス専制侯国との戦いでも敗戦を重ねた。父の時代にはコンスタンティノポリスを奪回する勢いだったニカイア帝国だが、テオドロス2世の治世では現状を維持するにとどまった。
テオドロス2世は皇帝による専制を強化し、貴族の力を除こうと図った。このため、少年時代からの友人であるムザロン（後にヨハネス4世ラスカリスの摂政となる）を補佐役にしたが、これがかえってミカエル・パレオロゴス（後の皇帝ミカエル8世パレオロゴス）ら帝国有力貴族の反感を買い、息子のヨハネス4世に災いをもたらした。
1258年、38歳で病死した。